# Party (kex)
Party var ett fyrkantigt kex tillverkat av Göteborgs Kex från 1950-talet till cirka år 1990. Göteborgs Kex försökte från början göra dessa kex runda, men det var svårt rent tekniskt. Kexen fanns i flera olika smaker som vanilj, citron och banan.